# Assemblea d'Electes de Catalunya
L'Assemblea d'Electes de Catalunya (AECAT), també coneguda com a Assemblea de càrrecs electes, és un registre de càrrecs electes de Catalunya, els quals s'hi poden inscriure de forma voluntària. L'objectiu d'aquest registre, impulsat per l'Associació de Municipis per la Independència, és, en cas d'excepcionalitat política, constituir-se en una eina democràtica per a la defensa de les institucions catalanes per tal de garantir el procés d'independència de Catalunya, sobretot en una situació hipotètica de supressió de les institucions catalanes. L'assemblea es va presentar el 26 d'octubre de 2016 al Museu de les Cultures del Món de Barcelona.
L'Assemblea està adreçada als 9.283 càrrecs electes que hi ha actualment a Catalunya, dels quals 9.077 són regidors o batlles a ajuntaments, 135 diputats al Parlament de Catalunya, 47 diputats catalans al Congrés espanyol, 16 senadors i 8 eurodiputats. Actualment compta amb més de 2.200 càrrecs inscrits.

## Plens
Es va reunir per primer cop el 30 d'octubre de 2019 al Palau de Congressos de Catalunya. Hi van assistir el 131è President de la Generalitat i el 15è President del Parlament. Van inaugurar la sessió el 130è President de la Generalitat, seguit per la intervenció també no presencial de la 14a Presidenta del Parlament. Hi van assistir 1.900 càrrecs electes.